# Rádio Difusora de Macapá
Rádio Difusora de Macapá é uma emissora de rádio brasileira sediada em Macapá, capital do Amapá, pertencente ao governo estadual. Iniciou suas atividades em 11 de setembro de 1946, sendo concebida pelo então governador Janary Gentil Nunes. Opera em onda média, na frequência de 630 kHz.

## Antecedentes
Em 13 de setembro de 1943 o então presidente da República Getúlio Vargas assinou o decreto-lei n.º 5.812, que criou Territórios Federais, entre os quais estava o do Amapá, desmembrado do estado do Pará. Após Janary Gentil Nunes assumir o comando da região, em janeiro de 1944, foi montado o Serviço de Imprensa e Propaganda (SIP), destinado à divulgação das ações oficiais do governo. Uma das movimentações do órgão foi a instalação do Serviço de Alto-Falantes de Macapá, que transmitia músicas e notícias à população em duas praças da capital amapaense diretamente de um estúdio localizado no Prédio da intendência, atual Museu Histórico Joaquim Caetano da Silva, com sistema de aparelhagem instalado pelo técnico de rádio da Panair do Brasil Heráclides Macedo. A inauguração ocorreu às 17 horas de 25 de fevereiro de 1945 com a apresentação do diretor da SIP Paulo Eleutério Cavalcanti de Albuquerque. Visando ampliar a divulgação de suas ações no território, o governador Nunes pediu a Albuquerque que entrasse em contato com a Rádio Clube do Pará para que lá fossem transmitidos às quintas-feiras, no período noturno, programas sobre o Amapá, que depois eram emitidos pelo Serviço de Alto-Falantes, o que passou a ocorrer em 7 de junho daquele ano.

## História
Em 15 de dezembro de 1945 a Rádio Difusora de Macapá começou a operar em caráter experimental através dos 1460 kHz em ondas médias, indo ao ar diariamente das 20 às 21 horas. No dia 22 o prefixo ZYE-2 foi anunciado pela emissora. A licença de funcionamento, requerida por Janary Nunes, foi concedida pelo Ministério de Viação e Obras Públicas através da portaria n.º 709 de 12 de junho de 1944, publicada no Diário Oficial da União. Em 15 de junho de 1946 o horário de operação da estação foi ampliado, passando a emitir entre 16h e 18h e das 21h30 às 22h30, Em 23 de julho a rádio realizou sua primeira transmissão externa. Em 31 de agosto, na fase final de testes dos equipamentos, começou a emitir das 20h às 22h.
Em 11 de setembro a Difusora iniciou suas atividades oficialmente com aparelhagem em um prédio construído pelo governo do Amapá, localizado em um terreno adquirido da empresária Sarah Roffe Zagury, que contava com um auditório capacitado para cem pessoas. Na abertura da programação foi veiculada uma palestra sobre uma campanha contra a tuberculose com Carlos Alberto Monteiro Leite, médico do Hospital Geral de Macapá, e pouco depois o secretário-geral do governo Raul Montero Valdez, substituindo o titular Nunes, que estava viajando em missão oficial, inaugurou o transmissor da emissora, então dirigida por Paulo Eleutério Cavalcanti de Albuquerque. Em 7 de setembro de 1947 a estação realizou sua primeira transmissão esportiva: uma partida entre Amapá Clube e Esporte Clube Macapá, válida pela quinta rodada do Campeonato Amapaense de Futebol, disputada no campo da Praça Capitão Augusto Assis de Vasconcelos (atual Praça Veiga Cabral) e narrada por Marcílio Filgueiras Viana.
A Difusora transferiu seus estúdios em duas ocasiões: a primeira em 1967, quando a emissora, com direção de Sillas Ribeiro de Assis, alocou-se em dois prédios, mantendo seu escritório no espaço original, e a segunda dois anos depois, passando para outra estrutura, de propriedade pública. Em 1970 a estação retornou a seu primeiro prédio.
Em maio de 1978 o então presidente Ernesto Geisel revogou o decreto que havia outorgado a Rádio Difusora ao governo do Amapá, sendo inteiramente transferida para a Radiobrás, empresa responsável por gerir veículos de comunicação do governo do Brasil, e substituída pela Rádio Nacional de Macapá em agosto daquele ano. A emissora foi readquirida em 1989 pelo território amapaense na gestão de Jorge Nova da Costa, retornando em 1.º de junho com o nome original.
Em 27 de maio de 2005 um raio atingiu a torre da Difusora, danificando todos os seus equipamentos e deixando-a fora do ar durante cerca de cem dias. Durante este período, enquanto sua estrutura era reorganizada, funcionários coletaram documentos, fotos e fitas da emissora, resultando na criação de um departamento responsável por catalogar e recuperar seu acervo.